# Botou
Botou (en chino, 泊头; pinyin, Qīng) es un municipio   bajo la administración directa de la ciudad-prefectura de Cangzhou. Se ubica en la provincia de Hebei, este de la República Popular China. Su área es de 1008 km² y su población total para 2010 superó los 580 mil habitantes. 

## Administración
Desde julio de 2020, el Municipio Botou se divide en 15 pueblos que se administran en 3 subdistritos, 9 poblados y 3 villas.